# ميخائيل ماتشادو
ميخائيل ماتشادو (بالإنجليزية: Michael Machado)‏ هو سياسي أمريكي، ولد في 12 مارس 1948. انتخب عضو مجلس ولاية كاليفورنيا وانتخب عضو جمعية ولاية كاليفورنيا.